# Venturino da Bergamo
Venturino da Bergamo, o Venturinus de Lemen, al secolo Venturino de Apibus o Venturino Cerosoli (Bergamo, 9 aprile 1304 – Smirne, 28 marzo 1346), è stato un religioso italiano dell'ordine domenicano.
Fu un teologo e un predicatore che si caratterizzava per la veemenza delle proprie parole a difesa della pace in un periodo storico sconvolto dalle lotte fra i Guelfi e i Ghibellini.

## Biografia
Venturino nacque da Lorenzo degli Artifoni di Almenno, che poi cambiò il proprio patronimico in de Apibus, e da Caracosa, non meglio nota ma di illustre famiglia. Fra i suoi fratelli Jacopo Domenico, Pierina e Caterina il primo fu in rapporti di amicizia col Petrarca e di Caterina si sa che entrò nel convento di Santa Marta fondato a Bergamo dallo stesso Venturino attorno al 1334.
Indossò a quattordici anni il saio domenicano a Bergamo nel convento di Santo Stefano, completò gli studi a Genova dove fu ordinato sacerdote.

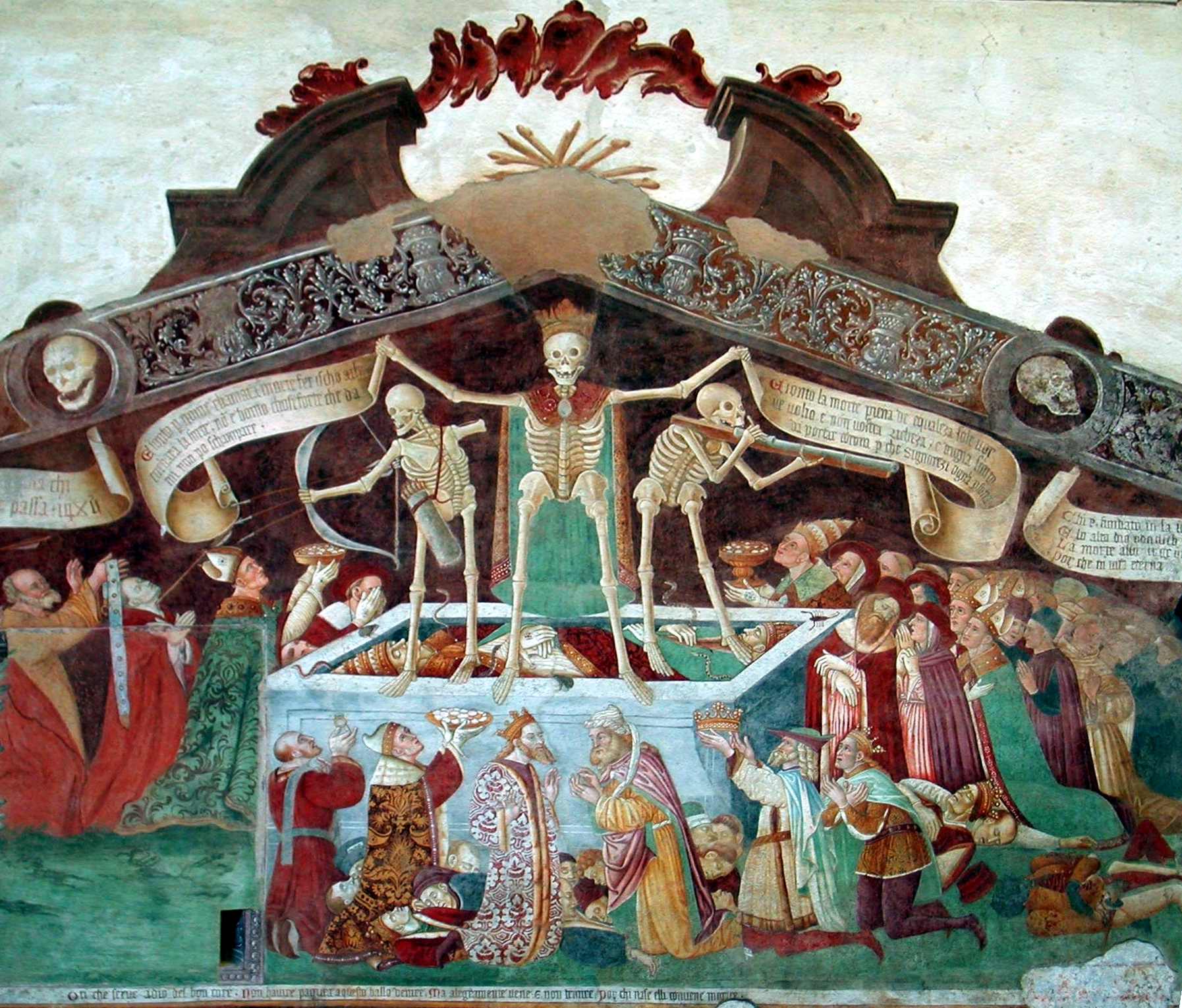
Trionfo della Morte, Oratorio dei Disciplini, Clusone

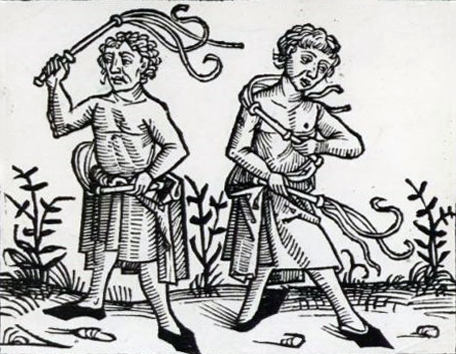
Flagellanti

Nella società del XIII e del XIV secolo una nuova tensione religiosa si era sviluppata con grande vitalità e osservava stupefatta la Chiesa che, allontanatasi dalla originaria missione evangelica e scesa nell'agone politico, contribuiva ad alimentare le lotte tra i Guelfi e i Ghibellini nel contrasto che la opponeva all'Impero.
Un desiderio di pace fu sentito trasversalmente dalla società e portò a manifestazioni di religiosità, dirette al raggiungimento di una pacificazione generale molte volte gestite dagli ordini mendicanti, ma spesso sfocianti in congregazioni o confraternite spontanee e autonome come, fra le altre, i Disciplinati di Bergamo o i flagellanti. A questa religiosità era 
(Carlo Delcorno, La predicazione nell'età comunale, 2005)

### Il pellegrinaggio
Fu in questo scenario e con questo obbiettivo che si svolse prevalentemente la predicazione di Venturino il cui fine era la pace generale e il superamento delle fazioni che laceravano la vita delle comunità.

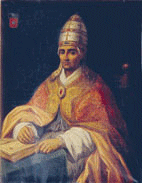
Benedetto XII

Venturino, che attraverso la propria oratoria aveva acquisito un forte carisma, percorse l'Italia centro-settentrionale predicando e sommuovendo animi ben disposti ad accettare il suo messaggio specie di chi più subiva le lotte delle fazioni, a volte riuniti in spontanei gruppi penitenziali che predicavano il suo stesso messaggio.
Nel febbraio del 1335 si pose a capo di un enorme pellegrinaggio di oltre diecimila persone da Bergamo alla volta di Roma. Fu una processione imponente e in ogni posto in cui sostava lanciava il proprio messaggio di pace rendendolo più efficace con pratiche di autoflagellazione.

Giovanni Villani ne ha lasciato testimonianza nella sua Nuova Cronica. 
(Giovanni Villani, Nuova Cronica.)
Questo pellegrinaggio, tuttavia, suscitò il sospetto di papa Benedetto XII che da Avignone, temendo di vedere usurpato il proprio potere, condannò l'iniziativa di Venturino.
Raggiunta Roma il 21 marzo 1335, Venturino predicò con successo nonostante il sospetto e l'avversione della Curia, ma quando lasciò Roma per recarsi ad Avignone per chiarire la propria posizione davanti al papa la folla dei penitenti che lo aveva accompagnato si sciolse nell'indifferenza e forse nello scherno dei romani.

### La condanna e il perdono

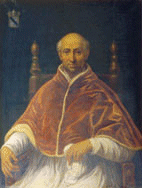
Clemente VI

Ad Avignone Venturino non ottenne quella comprensione da parte del papa in cui aveva sperato, ma dopo un lungo interrogatorio fu accusato di eresia e condannato. Gli fu impedito di predicare e fu relegato in un convento a Aubenas in Francia, praticamente una prigione. Durante l'esilio entrò in contatto con alcuni famosi mistici domenicani tedeschi, come Giovanni Taulero e Giovanni di Dambach.
(Giovanni Villani, Ibidem.)
Papa Clemente VI lo liberò, nel 1343, reintegrandolo nella predicazione e nella confessione e lo incaricò di predicare la crociata contro i Turchi, cosa che fece con la consueta veemenza. Nel 1344 si recò assieme ai crociati a Smirne dove il 28 marzo 1346 morì.

## Gli scritti
Venturino lasciò un nutrito epistolario di cui è rimasto poco e alcune opere spirituali quali il De Spiritu Sancto, il De remedis contra tentationes spirituales, il De Profectu spirituali e l'In Psalterio decacordo.

## Culto
La sua memoria liturgica viene celebrata il 28 marzo, giorno della sua morte.
Fleuri scrisse su di lui:
(Fleuri)